# Kwon Nara
Kwon Na-ra (hangul: 권나라; (cambiado legalmente a Kwon Ah-yoon hangul: 권아윤, Incheon, 13 de marzo de 1991), conocida como Nara, es una cantante y actriz surcoreana, conocida por haber sido miembro de la agrupación femenina Hello Venus.

## Carrera
En junio de 2019, se anunció que se había unido a la agencia A-MAN Project.

### Música
Cuando era estudiante de secundaria, se convirtió en aprendiz de actuación en la agencia Fantagio Entertainment. Posteriormente, pasó a formar parte de Hello Venus como miembro fundadora, donde cambió su nombre a «Nara». El 9 de mayo debutaron con el miniálbum Venus, el cual contiene cuatro canciones. El sencillo Venus alcanzó el número 35 en la lista de Gaon.

### Televisión
Además de sus actividades con el grupo, ha tenido una aparición en el episodio 20 del drama de SBS Take Care of Us, Captain, donde interpretó a una azafata junto a su compañera Yooyoung.
En 2017, obtuvo un papel importante en el drama de comedia romántica, Suspicious Partner, de la cadena SBSO.
En 2018, participó en el drama de tvN My Mister, con el personaje de Choi Yoo-ra, una actriz que vivió un éxito efímero y vive una relación complicada con su antiguo director.
En enero de 2019, se anunció que se había unido al elenco principal de la serie Doctor Prisoner, donde dio vida a la psiquiatra Han So-geum.
En enero de 2020, se unió al elenco del drama Itaewon Class, donde interpretó a Oh Soo-ah, hasta el final de la serie, el 21 de marzo del mismo año.
En diciembre del mismo año, se unió al elenco principal de la serie Royal Secret Agent (también conocida como Secret Royal Inspector), donde dio vida a Hong Da-in, una bella e inteligente gisaeng (cortesana entrenada en música y artes) que puede hacer que los hombres se desmayen con una sola sonrisa, hasta el final de la serie, el 9 de febrero de 2021.
En diciembre de 2021, se unió al elenco principal de la serie Bulgasal: Immortal Souls donde dio vida a Min Sang-un, una mujer que alguna vez fue un bulgasal (criatura mítica inmortal), pero que se reencarnó como humana y quien después de sufrir la pérdida de su madre y su hermana gemela a manos de un asesino no identificado, escapa con su hermana menor Min Sa-ho y viven tranquilamente escondidas, hasta que aparece un bulgasal que amenaza con destruir su vida.

## Filmografía

### Series de televisión
| Año     | Título                        | Papel             | Cadena   | Notas                    | Ref.                 |
| ------- | ----------------------------- | ----------------- | -------- | ------------------------ | -------------------- |
| 2012    | Take Care of Us, Captain      |                   | SBS      | Cameo                    |                      |
| 2013    | After School "Lucky or Not"   |                   | Naver TV | Cameo                    |                      |
| 2014    | I Need Romance                |                   | tvN      | Tercera temporada, cameo |                      |
| 2014    | Cunning Single Lady           |                   | MBC      | Cameo                    |                      |
| 2014    | After School "Lucky or Not" 2 | Mal-soon          | Naver TV | Cameo                    |                      |
| 2016    | Entertainer                   | Song-hee          | SBS      | Cameo                    |                      |
| 2017    | Suspicious Partner            | Cha Yoo-jung      | SBS      |                          |                      |
| 2018    | Mi señor                      | Choi Yoo-ra       | tvN      |                          | [ 6 ]                |
| 2018    | Dear Judge                    | Joo Eun-yeok      | SBS      |                          |                      |
| 2019    | Doctor Prisoner               | Psiq. Han So-geum | KBS2     |                          |                      |
| 2020    | Itaewon Class                 | Oh Soo-ah         | JTBC     |                          |                      |
| 2020-21 | Royal Secret Agent            | Hong Da-in        | KBS2     |                          | [ 17 ]               |
| 2021-22 | Bulgasal: Immortal Souls      | Min Sang-un       | tvN      |                          | [ 18 ] [ 19 ]        |
| 2024    | The Midnight Studio           | Han Bom           | ENA      |                          | [ 20 ] [ 21 ] [ 22 ] |

### Programas de variedades
| Año  | Programa                                 | Notas                  | Ref.   |
| ---- | ---------------------------------------- | ---------------------- | ------ |
| 2019 | I Live Alone                             | invitada               | [ 23 ] |
| 2019 | Law of the Jungle in the Chatham Islands | (ep. #353-357) miembro | [ 24 ] |

## Premios y nominaciones
| Año  | Premios                   | Categoría                                 | Nominaciones       | Resultado | Ref.                 |
| ---- | ------------------------- | ----------------------------------------- | ------------------ | --------- | -------------------- |
| 2017 | SBS Drama Awards          | Mejor actriz revelación                   | Suspicious Partner | Nominada  |                      |
| 2018 | SBS Drama Awards          | Mejor actriz revelación                   | Your Honor         | Nominada  |                      |
| 2019 | 55th Baeksang Arts Awards | Mejor actriz revelación (TV)              | My Mister          | Nominada  | [ 25 ]               |
| 2019 | Korea Drama Awards        | Mejor actriz revelación                   | Doctor Prisoner    | Ganadora  | [ 26 ] [ 27 ] [ 28 ] |
| 2019 | KBS Drama Awards          | Mejor actriz revelación                   | Doctor Prisoner    | Ganadora  | [ 29 ]               |
| 2019 | KBS Drama Awards          | Premio de excelencia, actriz en miniserie | Doctor Prisoner    | Nominada  |                      |
| 2019 | KBS Drama Awards          | Premio Netizen                            | Doctor Prisoner    | Nominada  |                      |
| 2020 | 56th Baeksang Arts Awards | Mejor actriz de reparto                   | Itaewon Class      | Nominada  | [ 30 ]               |
| 2021 | KBS Drama Awards          | Excellence Award, Actress in a Miniseries | Royal Secret Agent | Ganadora  | [ 31 ]               |